# José Antonio Gutiérrez de Ceballos
José Antonio Gutiérrez de Cevallos (Toranzo, 1682-Lima, Virreinato del Perú, 16 de enero de 1745) fue un eclesiástico católico español que llegó a ser obispo de Córdoba del Tucumán entre 1730 y 1740, y XII arzobispo de Lima desde 1742 hasta su fallecimiento en 1745. Fue también caballero de la Orden de Santiago.

## Biografía
Realizó sus estudios en el Colegio Real de Salamanca, ciudad donde fue investido como Caballero de la Orden de Santiago.
Pasó a América como inquisidor en Cartagena de Indias (1713 - 1718), y en Lima (1718 - 1730). Fue nombrado obispo de Córdoba del Tucumán (en la actual Argentina) en 1730, donde se hizo memorable por haber reducido a los indios Vilelas, obligándolos a vivir en sociedad, y en una población que formó a pocas leguas de aquella ciudad con el nombre de San José de los Vilelas.
Fue promovido por el papa Benedicto XIV al arzobispado de Lima (11 de noviembre de 1740). Efectuó el viaje a su nueva sede por tierra, a fin de efectuar la visita pastoral en los curatos situados en el camino. Entró en Lima y tomó posesión de su silla el 10 de septiembre de 1742. 
Se dedicó al fomento y adelanto del Seminario, y mejoró y reformó su fábrica, construyendo un claustro y tres escaleras, y aumentando las celdas y habitaciones. Mejoró también el coro de la Catedral de Lima. Fue generoso en sus limosnas y demostró celo pastoral.
Falleció el 16 de enero de 1745 a los dos años, cuatro meses, seis días de gobierno, y fue sepultado en la catedral en la bóveda del Cabildo. En su reemplazo fue nombrado el arzobispo de Charcas Agustín Rodríguez Delgado, en junio de 1746, pero éste murió en el mismo año, cuando se alistaba para ir a Lima.
| Predecesor: Francisco Antonio de Escandón | Arzobispo de Lima 1742 – 1745 | Sucesor: Agustín Rodríguez Delgado (no tomó posesión de su silla) |